# Нелюбин, Дмитрий Владиславович
Дмитрий Владиславович Нелюбин (8 февраля 1971, Ленинград, СССР — 1 января 2005, Санкт-Петербург, Россия) — советский и российский велогонщик, олимпийский чемпион. Самый юный олимпийский чемпион-мужчина в истории советского спорта (17 лет и 228 дней).

## Биография
Дмитрий Владиславович Нелюбин родился 8 февраля 1971 года в Ленинграде. Сын велогонщика Владислава Викторовича Нелюбина.
Окончил СПбГАФК имени П. Ф. Лесгафта. Выступал за ВДФСО профсоюзов (Ленинград). 12-кратный чемпион СССР, 10-кратный призёр первенств СССР (1988-1991).
На Олимпийских играх в 1988 году в Сеуле в командной гонке преследования 17-летний Нелюбин завоевал золотую медаль (вместе с Вячеславом Екимовым, Артурасом Каспутисом и Гинтаутасом Умарасом), получив звание заслуженный мастер спорта СССР.
Участник Олимпийских игр (1992). Чемпион мира (1988 (юниоры), 1989 (юниоры), 1990), призёр чемпионатов мира (1989, 1991). Награждён орденом «Знак Почёта» (1988).
Завершил спортивную карьеру в 1997 году.

### Трагическая гибель
В новогоднюю ночь 2005 года за месяц до своего 34-летия Дмитрий Нелюбин был убит в Санкт-Петербурге возле своего дома на улице Рентгена четырьмя (по другим данным, шестью) выходцами с Кавказа, получив ножевые ранения в брюшную полость. Национальность убийц спровоцировала несколько выступлений русских националистов.
Дмитрий Нелюбин был похоронен 4 января 2005 года на Богословском кладбище Санкт-Петербурга.

## Расследование убийства
В конце ноября 2008 года были обнаружены двое участников преступления. А вскоре найдены и задержаны в разных городах все четверо. Двое преступников являлись студентами 1-го медицинского института Санкт-Петербурга. Убийцу Дмитрия Нелюбина приговорили к 18 годам тюремного заключения с отбыванием в колонии строгого режима.